# Vozokany (district de Topoľčany)
Pour les articles homonymes, voir Vozokany.
```

```

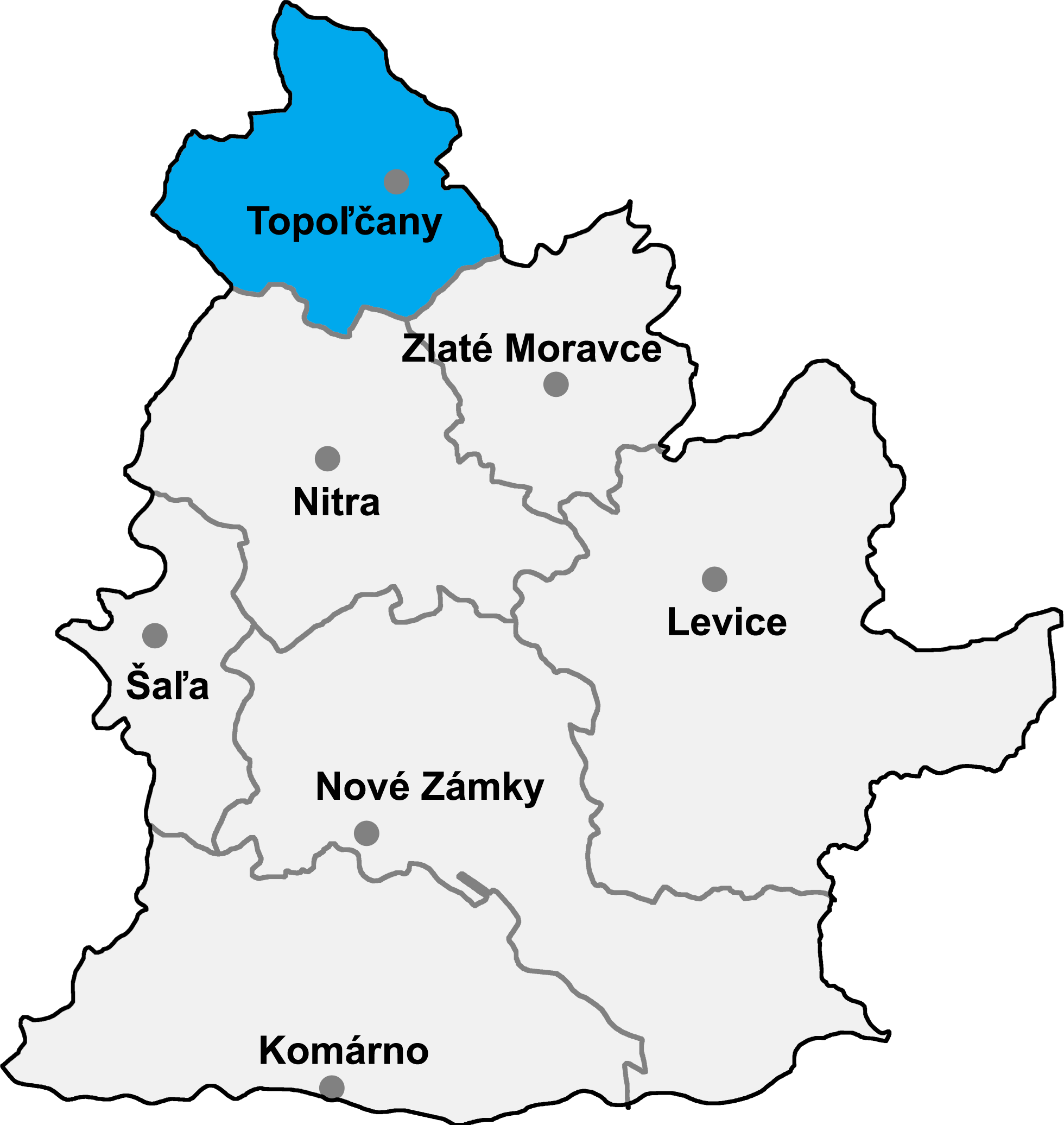
Localisation de Vozokany dans l’okres de topolcany

Vozokany (allemand : Weseken, hongrois : Végvezekény) est un village de Slovaquie situé dans la région de Nitra.

## Histoire
Première mention écrite du village en 1318.

## Démographie

### Évolution de la population
| Année:               | 1994. | 2004.   | 2014.   | 2024.   |
| -------------------- | ----- | ------- | ------- | ------- |
| Nombre de personnes: | 300   | 316     | 335     | 333     |
| Différence:          |       | +5,33 % | +6,01 % | -0,59 % |

| Année:               | 2023. | 2024.   |
| -------------------- | ----- | ------- |
| Nombre de personnes: | 339   | 333     |
| Différence:          |       | -1,76 % |